# Evolvulus villosissimus
Evolvulus villosissimus är en vindeväxtart som beskrevs av V. Ooststr. Evolvulus villosissimus ingår i släktet Evolvulus och familjen vindeväxter. Inga underarter finns listade i Catalogue of Life.